# 市第三医院站 (合肥市)
市第三医院站位于中华人民共和国安徽省合肥市包河区望江东路与宿松路交叉口地下，是合肥轨道交通5号线的地铁车站。于2022年12月26日开通。

## 车站结构
市第三医院站位于望江东路与宿松路交叉口北侧，5号线车站沿宿松路南北向布置，为地下三层双柱三跨岛式站台，站台宽度14m；6号线车站沿望江东路东西向布置，为地下二层双柱三跨岛式站台，站台宽度14m。设5个出入口，4组风亭，2座冷却塔。